# Volkmar Hansen
Volkmar Hansen (* 16. April 1945 in Burg bei Magdeburg) ist ein deutscher Literaturwissenschaftler. Er war von 1993 bis 2012 Direktor des Goethe-Museums in Düsseldorf.

## Leben und Wirken
Nach dem Schulbesuch in Frankfurt am Main (Textor Volksschule, Carl Schurz Gymnasium) und Bonn (Friedrich Ebert Gymnasium) legte Volkmar Hansen 1966 die Reifeprüfung ab. Danach studierte er Germanistik und Geschichte an der Universität in Bonn (1966–1969) und der Universität in Düsseldorf (1969–1974), wo er 1974 mit der Dissertation Thomas Manns Heine-Rezeption promoviert wurde. 1989 habilitierte er sich für das Fach Neuere Deutsche Literaturwissenschaft mit der Untersuchung Heines politische Journalistik: Sozialismus und Demokratie.
Von 1974 bis 1992 war er Leitender Redakteur der von Manfred Windfuhr herausgegebenen Historisch-kritischen Gesamtausgabe der Werke Heines.
Von 1993 bis 2012 war Hansen geschäftsführender Vorstand der Anton-und-Katharina-Kippenberg-Stiftung und Direktor des Goethe-Museum (Düsseldorf). Von 1995 bis 2007 war er Mitglied im Vorstand der Goethe-Gesellschaft, ab 1999 ihr Vizepräsident.
Hansen ist Honorarprofessor am Institut für Germanistik der Düsseldorfer Universität und zweifacher Ehrendoktor der Akaki Zereteli Universität Kutaissi (Georgien) und der Moskauer Gesamtstaatlichen Offenen Pädagogischen Universität (MGOPU). Er war von 2002 bis 2012 Vorsitzender des Arbeitskreises selbständiger Kultur-Institute und von 2003 bis 2012 Mitglied der Deutschen UNESCO-Kommission. Er gehört zu den Autoren des von den Stadtarchivaren Clemens von Looz-Corswarem und Benedikt Mauer 2012 herausgegebenen enzyklopädischen Nachschlagewerks Das große Düsseldorf-Lexikon.

## Auszeichnungen
- Verleihung des Italienischen Verdienstordens im Rang eines Commendatore (2002)
- Verleihung des portugiesischen Ordens vom Heiligen Michael, Hausorden der königlichen Familie Bragança, im Rang eines Comendador (2008)
- Bundesverdienstkreuz am Bande (2011)

## Schriften (Auswahl)
- Thomas Manns Heine-Rezeption (Dissertation). Hoffmann und Campe, Hamburg 1975
- Hrsg. (zusammen mit Gert Heine): Frage und Antwort. Interviews mit Thomas Mann 1909–1955. Albrecht Knaus, Hamburg 1983
- Thomas Mann (Sammlung Metzler). Metzlersche Verlagsbuchhandlung, Stuttgart 1984
- Hrsg. (zusammen mit Heike Spies): Die Rückkehr zur Vernunft. Klassiker zwischen 1932 und 1968. Katalog zur Ausstellung im Goethe Museum Düsseldorf vom 7.5.bis 13. August 1995. Goethe Museum, Düsseldorf 1995
- Goethe, der Rhein und die Rheinländer. Köln-Düsseldorfer Deutsche Rheinschiffahrt AG., Köln 1996, ISBN 3-00-000822-5
- Hrsg. (zusammen mit Gonthier-Louis Fink und Alberto Destro): Europa, wie Goethe es sah. Katalog zur Ausstellung zu Ehren Goethes 250. Geburtstag Goethe-Museum, Düsseldorf 1999, ISBN 978-0-380-53832-4
- Haupt- und Nebenwege zu Goethe (Maß und Wert / Düsseldorfer Schriften zur deutschen Literatur, Band 2), Peter Lang, Frankfurt am Main u. a. 2005, ISBN 978-3-631-53863-0
- Hrsg. (zusammen mit Heike Spies und Regine Zeller): Die Idee GOETHE. 50 Jahre Goethe-Museum. Katalog der Jubiläumsausstellung vom 30. Juni bis 24. September 2006. Goethe-Museum, Düsseldorf 2006, ISBN 3-9811005-0-6

Buch- und Zeitschriftenbeiträge
- Thomas Manns Erzählung 'Das Gesetz' und Heines Moses-Bild. In: Heine-Jahrbuch. Bd. 13 (1974), S. 132–149
- „Gewerkschaftsgoethe“. Orientierung Hauptmanns an Goethe. In: Walter Engel und Jost Bomers (Hrsg.): Zeitgeschehen und Lebensansicht. Die Aktualität der Literatur Gerhart Hauptmanns. Erich Schmidt, Berlin 1987, S. 192–202
- Heine, Heinrich. In: Walter Killy (Hrsg.): Literaturlexikon, Bd. V, Gütersloh u. München 1990, S. 129–153
- Thomas Manns Verhältnis zu Heinrich Heine. In: Düsseldorfer Beiträge zur Thomas Mann-Forschung: Schriftenreihe der Thomas Mann Gesellschaft Düsseldorf, Bd. 1. Düsseldorf 2011, S. 15–36
- „Das Zweygespräch zwischen Frau Venus und dem Tannhäuser“. Heines Dialoggedichte. In: Christina Johanna Bischoff, Till Kinzel, Jamila Mildorf (Hrsg.): Das Dialoggedicht / Dialogue Poems. Winter Verlag, Heidelberg 2017, S. 335–356

Forschungsbericht
- „Freiheit! Freiheit! Freiheit!“ Das Bild Karl Gutzkos in der Forschung; mit Ausblick auf Ludolf Wienbarg. In: Alberto Martino (Hrsg.): Literatur in der sozialen Bewegung. Aufsätze und Forschungsberichte zum 19. Jahrhundert. Max Niemeyer, Tübingen 1977, S. 488–542.